# Anthomyia stuckenbergi
Anthomyia stuckenbergi är en tvåvingeart som beskrevs av Ackland 2001. Anthomyia stuckenbergi ingår i släktet Anthomyia och familjen blomsterflugor. Inga underarter finns listade i Catalogue of Life.